# FripSide LIVE TOUR 2016-2017 FINAL in Saitama Super Arena -Run for the 15th Anniversary-
『fripSide LIVE TOUR 2016-2017 FINAL in Saitama Super Arena -Run for the 15th Anniversary-』（フリップサイド・ライブ・ツアー・ツーサウザンドシックスティーン・ツーサウザンドセブンティーン・ファイナル・イン・サイタマ・スーパー・アリーナ・ラン・フォー・ザ・フィフティーンス・アニバーサリー）は、日本の音楽ユニット・fripSideの3作目の映像作品。

## 概要
前作『fripSide LIVE TOUR 2014-2015 FINAL in YOKOHAMA ARENA』から2年ぶりの映像作品。
『infinite  synthesis 3』を引っ提げて敢行された「fripSide concert tour 2016-2017 -infinite synthesis 3- supported by animelo mix」の追加最終公演、2017年3月18日にさいたまスーパーアリーナで行われた結成15周年記念ライブ「fripSide LIVE TOUR 2016-2017 FINAL in Saitama Super Arena -Run for the 15th Anniversary- supported by animelo mix」の模様を収録した2枚組ライブ・ビデオ。
Blu-rayとDVDの各初回限定盤Type-AとType-B、通常盤の6形態で発売された。初回限定盤Type-AとType-Bはドキュメンタリー映像が収録された特典ディスクが同梱された。また、Type-Aのみ「sister's noise (SSA 2017 センターカメラVR ver.)」「fermata ~Akkord:fortissimo~ (SSA 2017 八木沼横カメラVR ver.)」「magicaride -version2016- (SSA 2017 南條横カメラVR ver.)」「マネージャー体験 (メンバーと一緒にライブ映像チェックVR ver.)」のVR映像4コンテンツが視聴可能なシリアル番号とVRスコープが付属された。

## 収録曲
1. 2016 -third cosmic velocity-
2. sister's noise
3. way to answer
4. crescendo -version2016-
5. Secret of my heart
6. white relation
7. unlimited destiny
8. clockwork planet
9. fermata～Akkord:fortissimo～
10. →unfinished→ Album ver.- / KOTOKO
この楽曲と次曲はKOTOKOがゲスト出演し披露された。レコーディングでのギターはa2cによるものだが、本公演でのギターソロは大島が披露している。
11. SHOOT! / KOTOKO
KOTOKOのアルバム『空中パズル』に収録されたセルフカバーのバージョンではなく、RO-KYU-BU![注 1]バージョンで披露された。ソロは大島が披露している。
12. The end of escape
この楽曲と次曲はangelaがゲスト出演しコラボレーションで披露された。
13. 僕は僕であって
14. everlasting
15. endless memory～refrain as Da Capo～
16. determination
17. meditations
18. whitebird
19. last fortune
20. LEVEL5-judgelight-
21. eternal reality
22. あっせんぶる☆LOVEさんぶる
この楽曲から3曲連続でnaoがゲスト出演しフィーチャリングで披露された。
23. split tears
24. Decade
25. an evening calm
26. white forces -IS3 edition-
27. 1983-schwarzesmarken-(IS3 version)
28. magicaride -version2016-
ギターは八木沼、a2c、大島のトリプルギターで披露された楽曲。レコーディングではa2cがギター全編を担当しているが、ここでは大島がソロを担当。
29. future gazer
30. Hesitation Snow
31. Side by Side
32. black bullet
33. Two souls -toward the truth-
星野、大島、a2cのトリプルギターで披露。大島はアコースティックギターを担当し、ソロは星野が担当。
34. Heaven is a Place on Earth
アンコール1曲目。
35. Luminize
アンコール2曲目。
36. only my railgun
ダブルアンコールで披露された。

## 参加ミュージシャン
fripSide
- 八木沼悟志：Synthesizer、Keyboard、Guitar
- 南條愛乃：Vocal

バンドメンバー
ギターの3人は、曲によって「星野、大島、a2cのトリプル」、「星野、大島」、「星野、a2c」、「大島、a2c」というように構成が異なる。また、レコーディングでa2cがギターを演奏している楽曲でも、曲によってはa2cではなく、星野か大島がソロを披露する楽曲もある。
- 八木一美：Drums
- 大島信彦：Guitar
- 星野威：Guitar
- 北村雄太：Bass
- 川﨑海：DJ、Keyboard
- 古島知久：Manipulator

ゲストメンバー
- a2c：Guitar

fripSideのレコーディングでは、ほとんどの楽曲でギターを担当する。ライブへの出演は、2015年の横浜アリーナ公演以来となる。
- 齋藤真也：Keyboard

ゲスト出演
- KOTOKO
- angela
- nao：Vocal

ダンサー
- Luce Twinkle Wink☆
  - 宇佐美幸乃
  - 板山紗織
  - 桧垣果穂
  - 深沢紗希
  - 錦織めぐみ